# Страховая марка

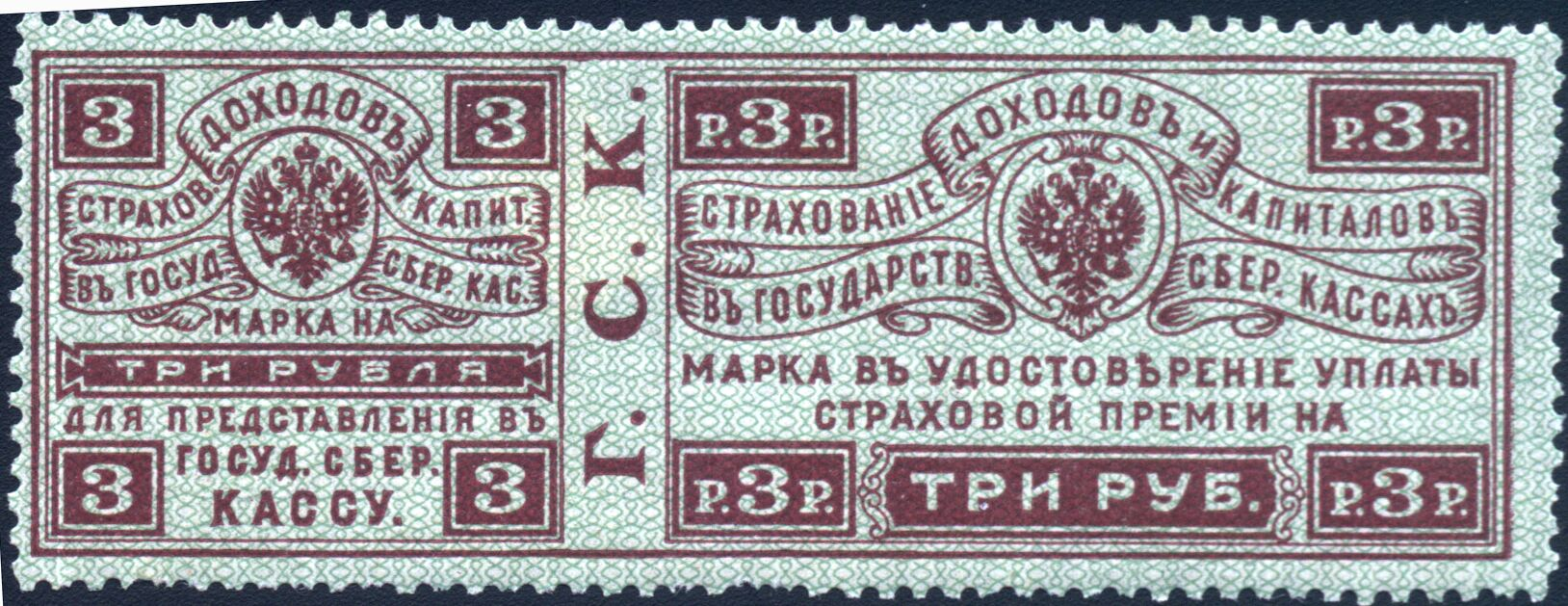
Страховая марка Российской империи (1903)

Страховы́е ма́рки — вид кредитных марок, которые используются в различных системах страхования.

## Описание
Являются денежным документом, используемым государственными и негосударственными страховыми учреждениями в их деятельности, и имеют определённый номинал, удостоверяющий оплату страховой премии в счёт заключённого договора страхования. В некоторых странах страховые марки вклеиваются в водительские права и другие документы и удостоверяют наличие договора страхования определённого вида.

## Страховые марки по странам

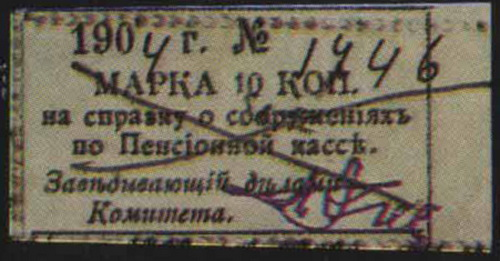
Страховая марка пенсионной кассы (1900)

### Российская империя
В Российской империи страховые марки издавались для страховых операций государственных сберегательных касс и обеспечения служебной деятельности пенсионных, эмеритальных и больничных касс.
Серия из девяти страховых марок Российской империи копеечных и рублёвых номиналов была выпущена, предположительно, в 1903 году Министерством финансов. Они были отпечатаны типографским способом на тонкой желтоватой бумаге и представляли собой делимый знак — марку с талоном, разделённые вертикальной продольной полосой с аббревиатурой «Г. С. К.» (Государственная сберегательная касса) расположенной сверху вниз. В каждом поле номинал словами и цифрами и в круге — герб Российской империи. На марке текст: «Страхование доходов и капиталов в государств[енных]. сбер[егательных]. кассах. Марка в удостоверение уплаты страховой премии на …» Текст талона: «Страхов[ание]. доходов и капит[алов]. в госуд[арственных]. сбер[егательных]. кас[сах]. Марка на … для предоставления в государств[енную]. сберег[ательную]. кассу».
Страховые марки рублёвых номиналов встречаются с надпечаткой «Уполномоченный по филателии и бонам Заграничный обмен». Они являются знаками фискального сбора на посылки с филателистическими материалами.
Служебные марки для пенсионных и эмеритальных касс Российской империи выпускались с 1900 по 1917 год. Известны марки двух видов. Марка номиналом 5 копеек — чёрная на зелёной бумаге, представляет собой делимый знак — квитанцию с талоном. На квитанции текст: «№ … Квитанция на … к. на право получения книжки из Пенсионной Кассы для записи взносов». Текст талона: «№ … Талон квитанции на … к. на право получения книжки из Пенсионной кассы для записи взносов». Марка номиналов 10 копеек, представляет собой отпечатанный типографским способом текст: «190. г. № … Марка … коп. на справку о сбережениях в Пенсионной Кассе. Заведующий делами Комитета» в рамке на белой или зеленоватой бумаге.

#### Царство Польское
В Царстве Польском в 1893 году выпускались марки Больничной кассы Цеха каменщиков, отпечатанные чёрной краской на зелёной бумаге. На них была изображена цифра номинала в овале с надписью «Больничная складка / пол. Składka szpitalna murarzy» («Больничный взнос каменщиков»).

### СССР

#### Общесоюзные марки
В СССР марки выпускались для обслуживания системы коллективного страхования граждан и сбора средств фонда социального страхования домашней прислуги. Основная часть страховых марок, применявшихся в Советском Союзе, относится к общегосударственным выпускам. Местные выпуски немногочисленны и известны только для нескольких крупных городов, а из общереспубликанских — только для Украинской ССР.
Для системы коллективного страхования Госстрахом было произведено шесть делимых знаков, использовавшихся при сборе страховых взносов и их учёте. Порядок сбора взносов был простой, понятный каждому участнику процесса страхования и позволял контролировать денежные операции. Первые пять марок Госстраха СССР вышли, предположительно, в 1932 году. Они представляли собой делимый знак: марку с изображением серпа и молота и текстом: «Госстрах СССР Коллективное страхование жизни» и талон с текстом: «Контрольный талон Страхования жизни Госстрах СССР». Марки второго выпуска были изданы также, предположительно, в 1932 году. Они повторяли рисунок и текст марок первого выпуска, но в изменённых цветах. Третий выпуск — вертикальная надпечатка на знаках первого и второго выпусков обозначений календарных кварталов года: «I квартал», «II кв-л», «III кв-л» и «IV кв-л», был сделан, предположительно, в 1937 году.
| - Страховые марки Госстраха, 30-е годы |

Четвёртый выпуск марок Госстраха был осуществлён в 1939 году. Это была серия из семи делимых знаков (марка и контрольная марка), отпечатанная типографским способом на белой бумаге. На марке было изображение серпа и молота и текст: «НКФ СССР Госстрах Коллективное страхование жизни»; на контрольной марке (талоне): «НКФ СССР Госстрах Коллективное страхование жизни Контрольная марка». В 1940 году серию переиздали, отпечатав офсетом. В 1942 году марки четвёртого выпуска были снабжены контрольной надпечаткой, представляющей собой одну или две полосы шириной 1,5 мм. Полоса контрольной надпечатки пересекала горизонтальный ряд марок в листе не имея перерывов.

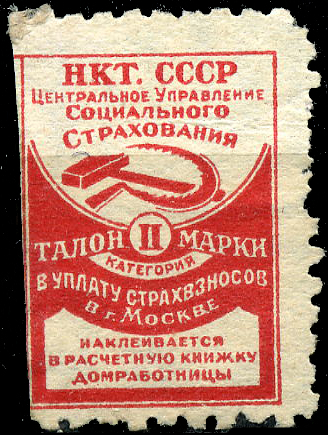
Талон страховой марки НКТ СССР для Москвы (1925)

В системе социального страхования производились выпуски знаков для учёта сбора средств вносимых нанимателями домашней прислуги. Первый выпуск марок социального страхования работников домашнего труда (домашней прислуги), осуществлённый Народным комиссариатом труда СССР, состоялся в 1924 году. Это были делимые знаки (марка с талоном), отпечатанные типографским способом на белой бумаге с водяным знаком. На марке были изображены серп и молот и дан текст: «НКТ СССР Центральное управление социального Страхования … категория Марка в уплату страх[овых]. взносов за домашний труд». На талоне также было изображение серпа и молота и текст: «НКТ СССР Центральное управление Социального Страхования Талон марки… категория в уплату страх[овых]. взносов наклеивается в расч[ётную]. книжку домработницы». Марка от талона отрезалась вручную, ножницами.
К 1926 году социальное страхование в СССР было передано из НКТ профессиональным союзам, в аппарате центральных комитетов которых были предусмотрены центральные кассы социального страхования, выпускавшие знаки уплаты страховых взносов. Наниматель прислуги уплачивал соответствующую сумму в кассу низовой профессиональной организации. Выдаваемый ему знак уплаты делился так, что марка наклеивалась в учётный документ, а талон — в расчётную книжку работника (иногда, наоборот).
В 1926 году состоялся выпуск знаков страховой уплаты Центрального комитета профессионального Союза работников городских предприятий и домашних работников (ЦК СРГП и ДР). На марке были изображены серп и молот и дан текст: «ЦК СРГП и ДР Центральная касса социального страхования … категория Единая марка в уплату страхвзносов за домашний труд». На талоне также было изображение эмблемы труда и текст: «ЦК СРГП и ДР Центральная касса социального страхования Талон марки … категории в уплату страхвзносов Наклеивается в расч[ётную]. книжку домработницы».

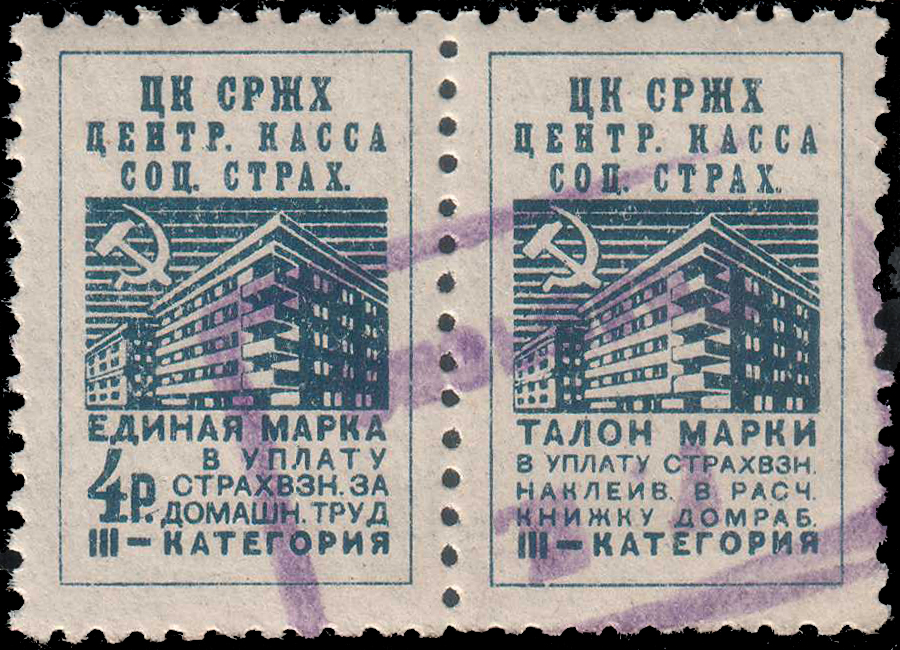
Страховая марка с талоном социального страхования ЦК СРЖХ (1938)

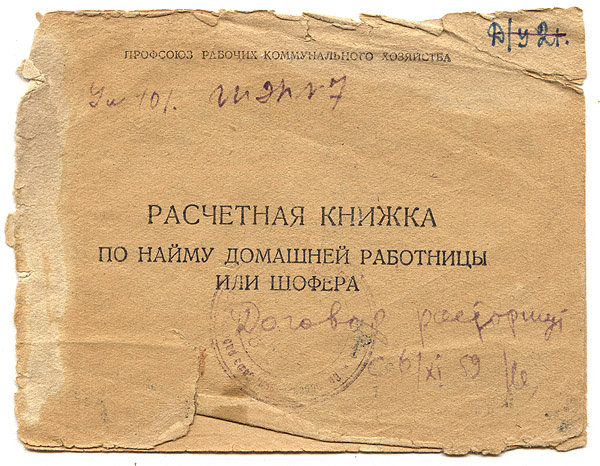
Обложка расчётной книжки по найму домашней работницы или шофёра

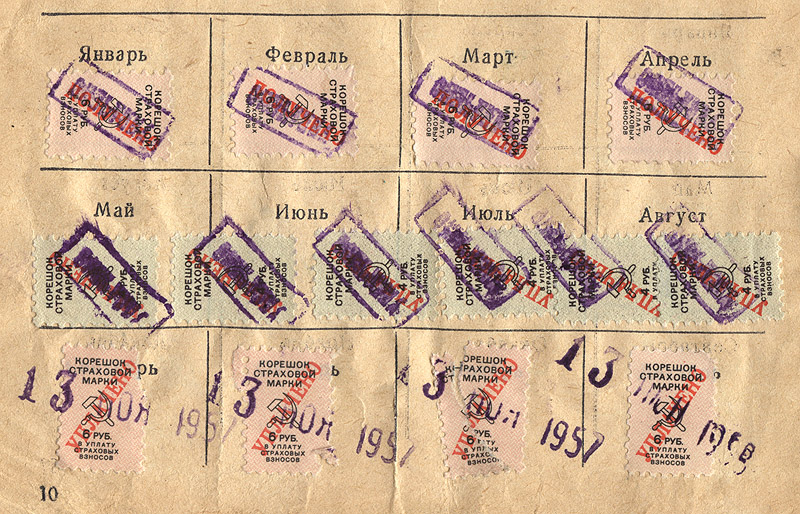
Лист расчётной книжки по найму домашней работницы или шофёра с корешками страховых марок социального страхования образца 1952 года

В 1930-х годах работники домашнего труда вошли в профсоюз работников жилищного хозяйства (СРЖХ). В 1937 году ЦК СРЖХ выпустил первую серию знаков страховой уплаты, марка и талон которых повторяли рисунок и текст выпуска ЦК СРГП и ДР 1926 года, за исключением аббревиатуры названия профсоюза (ЦК СРЖХ вместо ЦК СРПГ и ДР). В 1938 году ЦК СРЖХ осуществил второй выпуск знаков страховой уплаты. На марке были изображены серп и молот и городской пейзаж, дан текст: «ЦК СРЖХ Центр[альная]. касса соц[иального]. страх[ования]. Единая марка в уплату страхвзн[осов]. за домашн[ий]. труд … категория». Талон повторял рисунок марки и имел следующий текст: «ЦК СРЖХ Центр. касса соц.страх. Талон марки в уплату страхвзн[осов]. Наклеив[ается]. в расч[ётную]. книжку домработницы … категория».
На страховых марках домашней прислуги последних выпусков отсутствует название профсоюзов. Вероятно, эти знаки выпускались Всесоюзным центральным советом профессиональных союзов, централизовавшим к этому времени выпуск всех видов профсоюзных марок. Первый подобный выпуск был осуществлён в 1945 году. На марке делимого знака были изображены серп и молот и дан текст: «Страховая марка Страховой взнос за домашних работниц». Рисунок корешка повторял рисунок марки и имел соответствующий текст: «Корешок страховой марки в уплату страховых взносов». В 1952 году были выпущены знаки страховой уплаты с рисунком и текстом аналогичными первому выпуску, но на корешке имелась красная диагональная надпечатка снизу вверх: «Уплачено». Третий последний выпуск был осуществлён в 1961 году в связи с деноминацией денежного обращения в СССР.
В 1924 году вышли первые марки специального выпуска с текстом: «НКТ СССР Цусстрах Марка в уплату штрафа или пени. Плати страхвзносы своевременно и правильно». В 1927 и 1937 году ЦК СРГП и ДР и ЦК СРЖХ, соответственно, были сделаны ещё два специальных выпуска, повторяющие рисунок и текст первого. Известно использование марок третьего выпуска (1937 года) до начала 1960-х годов. В 1945 году вышли марки специального выпуска без указания названия профсоюза. На марке был текст: «Марка пени за просрочку платежа страховых взносов»; на корешке — «Корешок марки пени за просрочку платежа страховых взносов». В 1952 году были выпущены марки специального выпуска с рисунком и текстом аналогичными выпуску 1945 года, но на корешке имелась красная диагональная надпечатка: «Получено».
Местные выпуски страховых марок были в Армавире, Москве, Ростове-на-Дону, Ленинграде, Саратове.

#### Украинская ССР
Известны общереспубликанские выпуски страховых марок Украинской ССР. Первый выпуск был осуществлён в 1925 году Народным комиссариатом труда УССР. На марке делимого знака были изображены серп и молот и дан текст: укр. «Н.К.П. У.С.С.Р. Головне Управліния Соціяльного Страхувания … категорія Марка … на оплату страхвнесків за домашню працю»; на талоне — «Н.К.П. У.С.С.Р. Головне Управліние Соціяльного Страхувания … категорія Талон марки на оплату страхвнесків наліплюеться у розрахунковіи книжці домрабітниці». Номинал был указан в карбованцах и копейках. В 1929 году были выпущены марки семи номиналов с текстом «Головне Управління Соціяльного Страхувания Наймицтво 1929 р.» в двойной рамке.
Местные выпуски страховых марок УССР были в Харькове.

### Прибалтийские республики

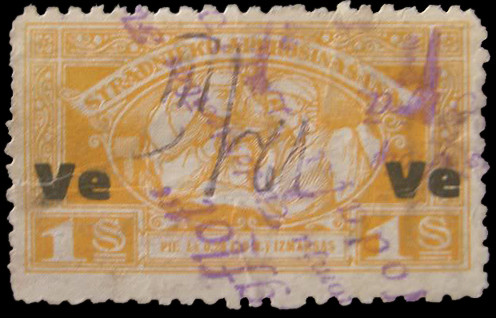
Страховая марка Латвии для Вентспилса (1923)

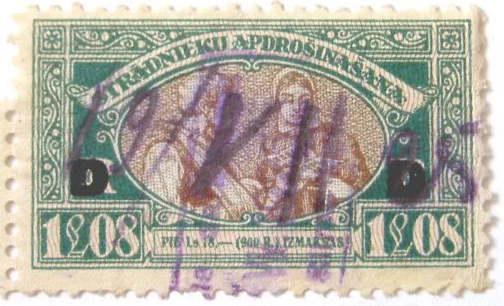
Страховая марка Латвии для Даугавпилса (1923)

В странах Прибалтики страховые марки применялись в период межвоенной самостоятельности и во время германской оккупации 1941—1944 годов.

#### Межвоенный период
В Латвии по распоряжению Правительства в декабре 1923 года были введены страховые марки, наклеиваемые в специальные книжки, которые были обязаны иметь работники, занятые на временных и случайных работах. На марках были изображены лежащий больной и медицинская сестра, поддерживающая его голову или рабочий, правая рука которого в повязке, показывающий женщине страховую книжку. На марках был текст: латыш. «Stradnieku apdrosinasana» («Страхование работников»). Первоначально были изданы знаки страховой уплаты для региона Риги (с буквой «R»), позже — знаки единого образца с таким же рисунком, отличавшихся надпечатками аббревиатур, для ряда волостей. Твёрдого порядка в использовании марок с локальными надпечатками не было. Допускалось применение знаков других регионов.
В 1928 году были выпущены марки без указания региона, применявшиеся до включения Латвии в Советский Союз. Страховые взносы составляли 6 % от получаемой работниками заработной платы. Последний выпуск страховых марок для работников, занятых на временных и случайных работах, был осуществлён в Латвии в 1935 году.
Страховые марки в Латвии выпускали также Больничная касса работников морского флота (в 1928 году), Отдел медицинской помощи государственным служащим (в 1933 году), Медицинский отдел Латвийской железной дороги (в 1932 году). Местные выпуски были в Лиепае.
В Литве местные страховые марки выпускались в Алитусе, Вилкавишкисе, Вильнюсе, Каунасе, Клайпеде, Тельшяе и Шяуляе.

#### Немецкая оккупация
В период германской оккупации Прибалтики 1941—1944 годов выпускались марки пенсионного страхования. Первый выпуск был осуществлён в декабре 1942 года и представлял собой одноцветную печать текста нем. «Estland, Lettland, Litauen / Rentenversicherung эст. Rendisekindlustus / латыш. Pensiju apdrosinasana / лит. Pensionavimas» («Эстония, Латвия, Литва / Пенсионное страхование») на белой бумаге. Номинал был указан в рейхспфеннигах. В декабре 1943 года был осуществлён второй выпуск страховых марок с текстом: «Reichskommissariat Ostland Rentenversicherung Rendisekindlustus Pensiju apdrosinasana Pensionavimas» (Государственный комиссариат Остланд пенсионное страхование) на сероватой бумаге. Рейсхкомиссариат Остланд осуществил в 1943 году ещё два выпуска марок для пенсионного страхования.
В 1942 году знаки страховой уплаты выпускала также Больничная касса Прибалтийских железных дорог.

### Другие страны

#### Великобритания

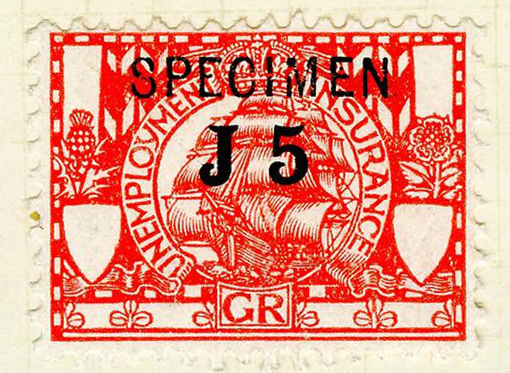
Марка национального страхования Великобритании (1912, образец)

Согласно Акту национального страхования 1911 года (англ. National Insurance Act 1911), в Великобритании были впервые запущены механизмы, предусматривавшие пособия по безработице и систему национального страхования здоровья. Каждую неделю взносы работодателя и рабочего отмечались в страховой книжке или карточке для страховых марок. Рабочие, делавшие еженедельные взносы, вклеивали страховые марки в специальные карточки в качестве свидетельства платежа. На основе этой схемы взносов они могли в случае необходимости требовать оказания материальной помощи.
Предусматривались страховые пособия для покрытия следующих расходов:
- медицинских (то есть на лечение),
- санаторных (для больных туберкулёзом),
- по болезни (до 26 недель),
- в связи с потерей трудоспособности,
- по материнству (£1.50) и
- при некоторых других особых обстоятельствах.

К 1914 году страхованием в Великобритании было охвачено 2,3 млн человек.
Известны британские марки для государственного страхования здоровья (National Health Insurance), а также для медицинского и пенсионного страхования (Health & Pensions Insurance). Производились, например, следующие выпуски, которые позднее также использовались в качестве учебных марок:
- «Health & Pensions Insurance» («Страхование здоровья и пенсий», 1925),
- «Unemployment Insurance» («Страхование по безработице») и «Agriculture Unemployment Insurance» («Страхование по безработице в сельском хозяйстве», 1936).

Похожие схемы страхования, с использованием страховых марок, были распространены и в других странах, подчинявшихся Британской империи, а затем вошедших в состав Британского содружества, к примеру, в Индии, на Маврикии, на Тринидаде и Тобаго, в Канаде (см. ниже).

#### Канада
В 1950-е — 1960-е годы в этой стране были в использовании марки страхования по безработице. Они удостоверяли факт взимания особого подоходного налога на случай безработицы. В некоторые годы на этих марках делались надпечатки для страхования профессиональных рыбаков в атлантических провинциях. Все эти выпуски обычно встречаются наклееными на документах, однако некоторые из них сохранились в архивах остатков тиражей, а несколько наборов существует в виде образцов.

#### Германия

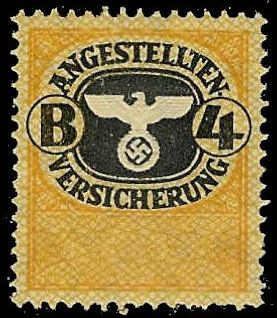
Марка страхования служащих в Третьем рейхе (4 рейхсмарки, 1937)

Системы страхования, применявшие специальные марки, имели место в Германии, например, во времена Третьего рейха. К числу подобных марок относятся страховые марки:
- для «Имперского земельного сословия» (нем. Reichsnährstand) — официальной организации крестьянства в фашистской Германии,
- для служащих (Angestelltenversicherung),
- для двухнедельного пособия по инвалидности (Invalidenversicherung, с надписью «Zwei Wochen / Invalidenvers.»).

В Германской Демократической Республике в употреблении находились марки Объединения свободных немецких профсоюзов (ОСНП) для социального страхования (с надписями «Freiw. Rentenversicherung / Sozialversicherung FDGB» — «Добровольное пенсионное страхование / Социальное страхование ОСНП»).